# B&C-Gruppe
Die B&C-Gruppe umfasst die Holdinggesellschaften der österreichischen unabhängigen B&C Privatstiftung. Die B&C-Gruppe ist als Kernaktionärin der Lenzing AG (37,25 %) und Mehrheitsaktionärin der Semperit AG Holding (54,2 %) und AMAG Austria Metall AG (52,7 %) beteiligt und hält ihre Kernbeteiligungen unter langfristig strategischen Gesichtspunkten. Dies ermöglicht den Kernbeteiligungen Planungssicherheit und soll so zu deren Wachstum beitragen.
Die Kernbeteiligungen der B&C-Gruppe, AMAG Austria Metall AG, Lenzing AG und Semperit AG Holding, erwirtschafteten im Jahr 2022 durch die laufende Geschäftstätigkeit insgesamt 1,6 Mrd. Euro Bruttowertschöpfung für den Wirtschaftsstandort Österreich – das entspricht einem Anteil von 0,4 Prozent an der gesamten heimischen Bruttowertschöpfung. Insgesamt sicherte die Geschäftstätigkeit der B&C-Kernbeteiligungen im Jahr 2022 in Österreich rund 12.100 Vollzeitäquivalente bzw. rund 13.600 Beschäftigungsverhältnisse – das entspricht rund 0,29 Prozent der gesamten Beschäftigungsverhältnisse in Österreich. (Erhebung: Economica Institut für Wirtschaftsforschung)
Eine Minderheitsbeteiligung an der Vamed AG (10 %) verkaufte die B&C-Gruppe 2024 an Fresenius. Eine länger gehaltene Minderheitsbeteiligung an der VA Intertrading AG  (5,5 %) wurde Ende 2013 an private Investoren verkauft. Im Juni 2015 verkaufte die B&C-Gruppe ihren Anteil an den Österreichischen Lotterien von durchgerechnet 7,94 Prozent an Novomatic.
Über die B&C Innovation Investments GmbH ist die B&C-Gruppe seit 2016 an Technologie-Wachstumsunternehmen beteiligt und hält in diesem Segment Beteiligungen an den Unternehmen TTTech, Frequentis, Flightkeys, contextflow, TriLite, Kinexon, Citrine, klarx, Awake Mobility, neoom und PartiyQC sowie an einem österreichischen Start-up-Fonds.

## Organisation
Die Geschäftsleitung setzt sich aus den Geschäftsführern Patrick Lackenbucher, Thomas Zimpfer, Harald Fuchs, Regina Sturm-Lenhart und Markus Fürst zusammen.